# Дионисий V Константинополски
Вижте пояснителната страница за други личности с името Дионисий.
Дионисий (на гръцки: Διονύσιος Ε΄) е гръцки духовник, вселенски патриарх от 4 февруари 1887 до 25 август 1891 година.

## Биография
Роден е със светската фамилия Харитонидис (Χαριτωνίδης) в Одрин на 22 март 1820 година. В 1851 година влиза в Патриаршеския двор, където е служил като втори дякон, след това велик архидякон и велик протосигел. На 27 юли 1858 година е ръкоположен за митрополит на Крит. На 16 ноември 1868 година е избран за митрополит на Димотика. През 1871 година служи като наместник на Патриаршеския престол.
На 1 май 1873 година е избран за одрински митрополит. В Одрин активно работи против българското просветно и църковно дело и се опитва да спре преминаването на местните българи под новосъздадената Българска екзархия. На 6 февруари 1878 година тълпа българи и гърци нахлува в сградата на митрополията и се опитва да го убие, но е спасен благодарение на намесата на отряд казаци. На 14 ноември 1880 година е избран за проедър на Никейската епархия. На 23 януари 1886 година е възстановен в Одринската епархия.
На 23 януари 1887 година е избран за вселенски патриарх. Умира в Цариград на 13 август 1891 година в резултат на инсулт.